# Уилям Мейси
Уилям Мейси (на английски: William Macy), е американски филмов актьор, сценарист, режисьор в театъра и телевизията, преподавател., роден през 1950 година.
Кариерата му е изградена най-вече с участия в малки независими продукции, въпреки че участва и в т.нар. „летни комерсиални екшъни“. Самият той описва повечето от екранните характери, които играе, като „... среден американец, 'УАСП' (бял англосаксонски протестант), лутеран...“.
Многократно е номиниран и награждаван от филмови институции и фестивали. Носител е 2 пъти на наградата „Еми“.

## Биография и кариера

### Ранни години
Роден е като Уилям Хол Мейси Младши на 13 март 1950 година в Маями, Флорида но израства в Джорджия и Мериленд. Баща му Уилям Хол Мейси Старши е носител на високи военни отличия – Медал за заслуги в летенето и Авиационен медал, бидейки летец на бомбардировачите Б-17 през Втората световна война. По-късно създава строителна фирма в Атланта, работи също и за консултантската компания „Dun & Bradstreet“, заема се със застрахователна агенция, базирана в Къмбърланд, Мериленд, когато Мейси Младши е 9-годишен. Майка му Лоуиз е вдовица от войната, която среща баща му след смъртта на първия си съпруг през 1943 година. Мейси има полубрат Фред Мерил от първия брак на майка му.
След дипломирането си в гимназията „Allegany High School“ в Къмбърланд през 1968 година Уилям Мейси участва в антивоенни хипи движения. По-късно започва да учи ветеринарна медицина в Bethany College, Западна Вирджиния. Описвайки се като „окаян студент“, Мейси се прехвърля в Goddard College, където е въвлечен в театралния живот и участва в множество пиеси. Там се среща за първи път със станалия по-късно световноизвестен писател, сценарист и режисьор Дейвид Мамет.
След дипломирането си в колежа през 1971 година Мейси се премества в Чикаго, където работи като барман, за да си плаща наема. В този период той и Дейвид Мамет основават успешната театрална компания „St. Nicholas“, където Мейси изпълнява първите си роли в пиеси на Мамет – „Американски бизон“ и „Водният двигател“.

### Личен живот
От 1997 година Уилям Мейси е женен за актрисата Фелисити Хъфман, известна с главната си роля в популярния сериал „Отчаяни съпруги“. Двамата имат 2 дъщери – София Грейс (родена през 2000 година) и Джорджия Грейс (родена през 2002 година). Семейството живее в Лос Анджелис, Калифорния.
Мейси свири на укулеле (ukulele) – вид малка акустична китара. Той също е и запален майстор на дървени предмети, дори се появява на корицата на специализираното списание „Fine Woodworking“. Уилям Мейси е национален посланик на добра воля за организацията Обединение „Церебрална парализа“.

## Избрана филмография
| Година | Филм                  | Оригинално заглавие   | Роля                     | Режисьор           | Бележки              |
| ------ | --------------------- | --------------------- | ------------------------ | ------------------ | -------------------- |
| 1991   | Сенки и мъгла         | Shadows and Fog       | полицай                  | Уди Алън           |                      |
| 1993   | Бени и Джун           | Benny & Joon          | Ранди Бърч               |                    |                      |
| 1996   | Фарго                 | Fargo                 | Джери Лундегард          | Джоел Коен         | номинация за „Оскар“ |
| 1997   | Еър Форс Уан          | Air Force One         | майор Колдуел            |                    |                      |
| 1997   | Буги нощи             | Boogie Nights         | Малък Бил                | Пол Томас Андерсън |                      |
| 1997   | Да разлаем кучетата   | Wag the Dog           | агент Чарлз Йънг         | Бари Левинсън      |                      |
| 1998   | Плезънтвил            | Pleasantville         | Джордж Паркър            |                    |                      |
| 1998   | Психо                 | Psycho                | Милтън Арбогаст          | Гас Ван Сант       |                      |
| 1999   | Магнолия              | Magnolia              | Дони Смит                | Пол Томас Андерсън |                      |
| 2001   | Джурасик парк III     | Jurassic Park III     | Пол Кърби                | Джо Джонстън       |                      |
| 2003   | Воля за победа        | Seabiscuit            | Маклафлин                | Гари Рос           |                      |
| 2005   | Благодаря за пушенето | Thank You for Smoking | сенатор Ортолан Финистър | Джейсън Райтман    |                      |
| 2006   | Боби                  | Bobby                 | Пол                      | Емилио Естевес     |                      |
| 2010   | Мармадюк              | Marmaduke             | Дон Туомбли              | Том Дей            |                      |
| 2012   | Сеанси                | The Sessions          | отец Брендан             | Бен Люин           |                      |
| 2015   | Стая                  | Room                  | Робърт Нюсъм             | Лени Ейбрахамсън   |                      |

## Награди и номинации
| Награди                 | Награди                                      | Награди        | Награди   |
| Награда                 | Категория                                    | Филм           | Резултат  |
| ----------------------- | -------------------------------------------- | -------------- | --------- |
| Награди „Оскар“         | Най-добър актьор в поддържаща роля (1997)    | Фарго          | номинация |
| Награди „Златен глобус“ | Най-добър актьор в телевизионни серии (2002) | Врата до врата | номинация |
| Награди „Златен глобус“ | Най-добър актьор в поддържаща роля (2003)    | Воля за победа | номинация |
| Награди „Златен глобус“ | Най-добър актьор в телевизионни серии (2004) | Вълненото кепе | номинация |
| Награди „Независим дух“ | Най-добър актьор (1997)                      | Фарго          | награда   |